# Liste des mangas les plus vendus

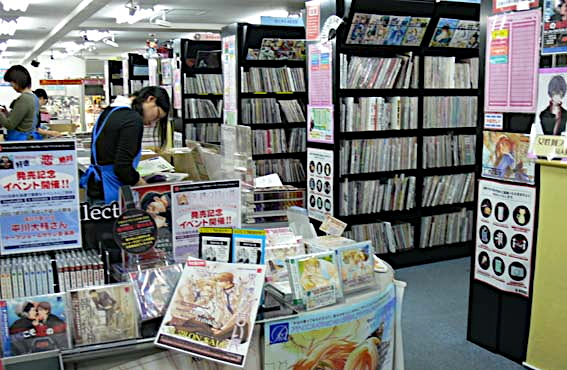
Un magasin de mangas à Tokyo.

Cette page liste les mangas les plus vendus dans le monde ou, à défaut, le tirage total. Les valeurs sont arrondies et approximatives.

## Plus de 100 millions d'exemplaires
| Manga                     | Auteur(s)                                  | Éditeur(s)        | Genre         | Volumes | Date de parution     | Ventes approximatives   |
| ------------------------- | ------------------------------------------ | ----------------- | ------------- | ------- | -------------------- | ----------------------- |
| One Piece                 | Eiichirō Oda                               | Shūeisha          | Shōnen        | 112     | 1997–en cours        | 516,6 millions (tirage) |
| Dragon Ball               | Akira Toriyama                             | Shūeisha          | Shōnen        | 42      | 1984–1995            | 300 millions,           |
| Golgo 13                  | Takao Saitō Saito Production (depuis 2021) | Shōgakukan        | Gekiga        | 216     | 1968–en cours        | 300 millions            |
| Doraemon                  | Fujiko Fujio                               | Shōgakukan        | Kodomo        | 45      | 1969–1996            | 300 millions            |
| Détective Conan           | Gōshō Aoyama                               | Shōgakukan        | Shōnen        | 107     | 1994–en cours        | 270 millions (tirage)   |
| Naruto                    | Masashi Kishimoto                          | Shūeisha          | Shōnen        | 72      | 1999–2014            | 250 millions (tirage)   |
| Demon Slayer              | Koyoharu Gotouge                           | Shūeisha          | Shōnen        | 23      | 2016–2020            | 220 millions (tirage)   |
| Slam Dunk                 | Takehiko Inoue                             | Shūeisha          | Shōnen        | 31      | 1990–1996            | 185 millions            |
| KochiKame                 | Osamu Akimoto                              | Shūeisha          | Shōnen        | 201     | 1976–2016            | 156,5 millions          |
| Crayon Shin-chan          | Yoshito Usui                               | Futabasha         | Seinen        | 64      | 1990–en cours        | 148 millions (tirage),  |
| L'Attaque des Titans      | Hajime Isayama                             | Kōdansha          | Shōnen        | 34      | 2009–2021            | 140 millions (tirage)   |
| Bleach                    | Tite Kubo                                  | Shūeisha          | Shōnen        | 74      | 2001–2016            | 130 millions (tirage)   |
| Oishinbo                  | Tetsu Kariya Akira Hanasaki                | Shōgakukan        | Seinen        | 111     | 1983–2014 (en pause) | 130 millions            |
| JoJo's Bizarre Adventure  | Hirohiko Araki                             | Shūeisha          | Shōnen/Seinen | 136     | 1986–en cours        | 120 millions (tirage)   |
| Kingdom                   | Yasuhisa Hara                              | Shūeisha          | Seinen        | 75      | 2006-en cours        | 110 millions (tirage)   |
| Ken le Survivant          | Buronson Tetsuo Hara                       | Shūeisha          | Shōnen        | 27      | 1983–1988            | 100 millions            |
| Astro, le petit robot     | Osamu Tezuka                               | Kōbunsha/Kōdansha | Shōnen        | 23      | 1952–1968            | 100 millions            |
| Touch                     | Mitsuru Adachi                             | Shōgakukan        | Shōnen        | 26      | 1981–1986            | 100 millions            |
| Ippo                      | George Morikawa                            | Kōdansha          | Shōnen        | 143     | 1989–en cours        | 100 millions            |
| Les Enquêtes de Kindaichi | Yōzaburō Kanari Seimaru Amagi Fumiya Satō  | Kōdansha          | Shōnen/Seinen | 99      | 1992–en cours        | 100 millions (tirage)   |
| My Hero Academia          | Kōhei Horikoshi                            | Shūeisha          | Shōnen        | 42      | 2014–2024            | 100 millions (tirage)   |
| Baki                      | Keisuke Itagaki                            | Akita Shoten      | Shōnen        | 152     | 1991–en cours        | 100 millions (tirage),  |
| Jujutsu Kaisen            | Gege Akutami                               | Shūeisha          | Shōnen        | 30      | 2018–2024            | 100 millions (tirage)   |

## Entre 50 et 99 millions d'exemplaires
| Manga                               | Auteur(s)                               | Éditeur(s)       | Genre         | Volumes | Date de parution | Ventes approximatives  |
| ----------------------------------- | --------------------------------------- | ---------------- | ------------- | ------- | ---------------- | ---------------------- |
| Sazae-san                           | Machiko Hasegawa                        | Kōdansha         | Josei         | 45      | 1946–1974        | 86 millions            |
| Hunter × Hunter                     | Yoshihiro Togashi                       | Shūeisha         | Shōnen        | 38      | 1998–en cours    | 84 millions (tirage)   |
| Vagabond                            | Takehiko Inoue                          | Kōdansha         | Seinen        | 37      | 1998–en cours    | 82 millions            |
| Captain Tsubasa                     | Yōichi Takahashi                        | Shūeisha         | Shōnen/Seinen | 110     | 1981–2024        | 82 millions (tirage),  |
| Berserk                             | Kentarō Miura Studio Gaga (depuis 2022) | Hakusensha       | Seinen        | 42      | 1989–en cours    | 80 millions            |
| Fullmetal Alchemist                 | Hiromu Arakawa                          | Enix/Square Enix | Shōnen        | 27      | 2001–2010        | 80 millions (tirage)   |
| Sangokushi                          | Yokoyama Mitsuteru                      | Shūeisha         | Shōnen/Seinen | 60      | 1971–1986        | 80 millions            |
| Tokyo Revengers                     | Ken Wakui                               | Kōdansha         | Shonen        | 31      | 2017-2022        | 80 millions (tirage)   |
| Yū Yū Hakusho                       | Yoshihiro Togashi                       | Shūeisha         | Shōnen        | 19      | 1990–1994        | 78 millions (tirage)   |
| Muscleman                           | Yudetamago                              | Shūeisha         | Shōnen/Seinen | 88      | 1979–en cours    | 77 millions (tirage)   |
| Gintama                             | Hideaki Sorachi                         | Shūeisha         | Shōnen        | 77      | 2003–2019        | 73 millions (tirage)   |
| Fairy Tail                          | Hiro Mashima                            | Kōdansha         | Shōnen        | 63      | 2006–2017        | 72 millions            |
| Kenshin le vagabond                 | Nobuhiro Watsuki                        | Shūeisha         | Shōnen        | 28      | 1994–1999        | 72 millions (tirage),  |
| Haikyū!!                            | Haruichi Furudate                       | Shūeisha         | Shōnen        | 45      | 2012–2020        | 70 millions (tirage)   |
| Hana yori dango                     | Yōkō Kamio                              | Shūeisha         | Shōjo         | 37      | 1992–2003        | 61 millions (tirage)   |
| Major                               | Takuya Mitsuda                          | Shogakukan       | Shōnen        | 107     | 1994–en cours    | 60,5 millions (tirage) |
| Racaille Blues                      | Masanori Morita                         | Shūeisha         | Shōnen        | 42      | 1988–1997        | 60 millions (tirage)   |
| Prince du tennis                    | Takeshi Konomi                          | Shūeisha         | Shōnen        | 42      | 1999–2008        | 60 millions (tirage)   |
| Bad Boys                            | Hiroshi Tanaka                          | Shōnen Gahōsha   | Shōnen        | 22      | 1988–1996        | 55 millions            |
| Moi, quand je me réincarne en Slime | Fuse Taiki Kawakami                     | Kōdansha         | Shōnen        | 28      | 2015–en cours    | 55 millions (tirage)   |
| Ranma ½                             | Rumiko Takahashi                        | Shōgakukan       | Shōnen        | 38      | 1987–1996        | 55 millions            |
| Initial D                           | Shūichi Shigeno                         | Kōdansha         | Seinen        | 48      | 1995–2013        | 55 millions            |
| H2                                  | Mitsuru Adachi                          | Shōgakukan       | Shōnen        | 34      | 1992–1999        | 55 millions            |
| Minami no Teiō                      | Dai Tennōji Rikiya Gō                   | Nihon Bungeisha  | Shōnen        | 179     | 1992–en cours    | 53 millions            |
| Saint Seiya                         | Masami Kurumada                         | Shūeisha         | Shōnen        | 28      | 1985–1990        | 50 millions            |
| Cobra                               | Buichi Terasawa                         | Shūeisha         | Shōnen        | 18      | 1978–1984        | 50 millions            |
| Aoki densetsu shoot!                | Tsukasa Ooshima                         | Kōdansha         | Shōnen        | 66      | 1990–2003        | 50 millions (tirage)   |
| Devilman                            | Gō Nagai                                | Kōdansha         | Seinen        | 5       | 1972-1973        | 50 millions            |
| Dragon Quest : La Quête de Daï      | Riku Sanjo Yuji Horii Koji Inada        | Shūeisha         | Shōnen        | 37      | 1989–1996        | 50 millions            |
| Glass no Kamen                      | Suzue Miuchi                            | Hakusensha       | Shōjo         | 49      | 1976–en cours    | 50 millions            |
| Great Teacher Onizuka               | Toru Fujisawa                           | Kōdansha         | Shōnen        | 25      | 1997–2002        | 50 millions            |
| Inu-Yasha                           | Rumiko Takahashi                        | Shōgakukan       | Shōnen        | 56      | 1996–2008        | 50 millions            |
| Nana                                | Ai Yazawa                               | Shūeisha         | Shōjo         | 21      | 2000-en cours    | 50 millions            |
| City Hunter                         | Tsukasa Hōjō                            | Shūeisha         | Shōnen        | 35      | 1985–1991        | 50 millions (tirage)   |

## Entre 30 et 49 millions d'exemplaires
| Manga                               | Auteur(s)                                     | Éditeur(s)            | Genre         | Volumes | Date de parution | Ventes approximatives |
| ----------------------------------- | --------------------------------------------- | --------------------- | ------------- | ------- | ---------------- | --------------------- |
| Dokaben                             | Shinji Mizushima                              | Akita Shoten          | Shōnen        | 48      | 1972–1981        | 48 millions (tirage)  |
| Kachō Kōsaku Shima                  | Kenshi Hirokane                               | Kōdansha              | Seinen        | 89      | 1983–en cours    | 47 millions,          |
| Tokyo Ghoul                         | Sui Ishida                                    | Shūeisha              | Seinen        | 30      | 2011-2018        | 47 millions (tirage), |
| Black Jack                          | Osamu Tezuka                                  | Akita Shoten          | Shōnen        | 17      | 1973–1983        | 45,64 millions,       |
| Sailor Moon                         | Naoko Takeuchi                                | Kōdansha              | Shōjo         | 18      | 1991–1997        | 46 millions           |
| Crows                               | Hiroshi Takahashi                             | Akita Shoten          | Shōnen        | 26      | 1990-1998        | 46 millions           |
| Dear Boys                           | Hiroki Yagami                                 | Kodansha              | Shōnen        | 95      | 1989-en cours    | 45 millions           |
| Ace of Diamond                      | Yuji Terajima                                 | Kōdansha              | Shōnen        | 81      | 2006–2022        | 44 millions (tirage)  |
| Shizukanaru Don – Yakuza Side Story | Tatsuo Nitta                                  | Jitsugyo no Nihon Sha | Seinen        | 108     | 1988–2013        | 43 millions           |
| The Promised Neverland              | Kaiu Shirai (scénario) Posuka Demizu (dessin) | Shūeisha              | Shōnen        | 20      | 2016–2020        | 42 millions (tirage). |
| Blue Lock                           | Kaneshiro Muneyuki Nomura Yusuke              | Kōdansha              | Shōnen        | 35      | 2018–en cours    | 40 millions (tirage)  |
| Les Carnets de l'Apothicaire        | Natsu Hyūga Minoji Kurata                     | Shōgakukan            | Seinen        | 14      | 2017-en cours    | 40 millions (tirage)  |
| Be-Bop High School                  | Kazuhiro Kiuchi                               | Kōdansha              | Seinen        | 48      | 1983–2003        | 40 millions           |
| Kyō Kara Ore Wa!!                   | Hiroyuki Nishimori                            | Shōgakukan            | Shōnen        | 38      | 1988–1997        | 40 millions           |
| Paul le pêcheur                     | Takao Yaguchi                                 | Kōdansha              | Shōnen        | 65      | 1973–1983        | 40 millions           |
| Yu-Gi-Oh!                           | Kazuki Takahashi                              | Shūeisha              | Shōnen        | 38      | 1996–2004        | 40 millions (tirage)  |
| Shaman King                         | Hiroyuki Takei                                | Shūeisha              | Shōnen        | 32      | 1998–2004        | 38 millions (tirage)  |
| Spy × Family                        | Tatsuya Endō                                  | Shūeisha              | Shōnen        | 15      | 2019–en cours    | 38 millions           |
| Seven Deadly Sins                   | Nakaba Suzuki                                 | Kōdansha              | Shōnen        | 41      | 2012–2020        | 37 millions (tirage)  |
| Nodame Cantabile                    | Tomoko Ninomiya                               | Kōdansha              | Josei         | 25      | 2001–2009        | 37 millions (tirage)  |
| 20th/21st Century Boys              | Naoki Urasawa                                 | Shōgakukan            | Seinen        | 22+2    | 1999–2006        | 36 millions (tirage)  |
| Cooking Papa                        | Tochi Ueyama                                  | Kōdansha              | Seinen        | 172     | 1985–en cours    | 36 millions           |
| Crest of the Royal Family           | Hosokawa Chieko                               | Akita Shoten          | Shōjo         | 70      | 1976–en cours    | 36 millions           |
| Dr. Slump                           | Akira Toriyama                                | Shūeisha              | Shōnen        | 18      | 1980–1984        | 35 millions (tirage)  |
| Urusei Yatsura                      | Rumiko Takahashi                              | Shōgakukan            | Shōnen        | 34      | 1978–1987        | 35 millions (tirage)  |
| One-Punch Man                       | ONE, Yūsuke Murata                            | Shūeisha              | Seinen        | 34      | 2012–en cours    | 34 millions (tirage)  |
| 3×3 Eyes                            | Yuzo Takada                                   | Kōdansha              | Seinen        | 40      | 1987–2002        | 34 millions (tirage)  |
| Black Butler                        | Yana Toboso                                   | Square Enix           | Shōnen        | 34      | 2006–en cours    | 32 millions (tirage)  |
| Chibi Maruko-chan                   | Momoko Sakura                                 | Shūeisha              | Shōjo         | 16      | 1986–2009        | 32 millions (tirage)  |
| Chinmoku no kantai                  | Kaiji Kawaguchi                               | Kōdansha              | Seinen        | 32      | 1989–1996        | 32 millions (tirage)  |
| Kuroko's Basket                     | Tadatoshi Fujimaki                            | Shūeisha              | Shōnen        | 30      | 2008–2014        | 31 millions (tirage)  |
| Frieren                             | Kanehito Yamada & Tsukasa Abe                 | Shōgakukan            | Shōnen        | 14      | 2020-en cours    | 30 millions           |
| Chainsaw Man                        | Tatsuki Fujimoto                              | Shūeisha              | Shōnen        | 21      | 2018-en cours    | 30 millions (tirage)  |
| Bastard!!                           | Kazushi Hagiwara                              | Shūeisha              | Shōnen/Seinen | 27      | 1988–en cours    | 30 millions           |
| Chameleon                           | Atsushi Kase                                  | Kōdansha              | Shōnen        | 47      | 1990–1999        | 30 millions           |
| Death Note                          | Tsugumi Ohba Takeshi Obata                    | Shūeisha              | Shōnen        | 12      | 2003–2006        | 30 millions (tirage)  |
| Gaki Deka                           | Tatsuhiko Yamagami                            | Akita Shoten          | Shōnen        | 26      | 1974–1980        | 30 millions           |
| Kié la petite peste                 | Etsumi Haruki                                 | Futabasha             | Seinen        | 67      | 1978–1997        | 30 millions           |
| Salaryman Kintarō                   | Hiroshi Motomiya                              | Shūeisha              | Seinen        | 30      | 1994–2002        | 30 millions           |
| Yawara!                             | Naoki Urasawa                                 | Shōgakukan            | Seinen        | 29      | 1987–1993        | 30 millions           |
| Shura no Mon                        | Masatoshi Kawahara                            | Kōdansha              | Shōnen        | 31      | 1987–1996        | 30 millions (tirage)  |
| Ushio and Tora                      | Kazuhiro Fujita                               | Shōgakukan            | Shōnen        | 33      | 1990–1996        | 30 millions (tirage)  |
| Reborn!                             | Akira Amano                                   | Shūeisha              | Shōnen        | 42      | 2004–2012        | 30 millions           |

## Entre 20 et 29 millions d'exemplaires
| Manga                          | Auteur(s)                            | Éditeur(s)               | Genre  | Volumes | Date de parution | Ventes approximatives                   |
| ------------------------------ | ------------------------------------ | ------------------------ | ------ | ------- | ---------------- | --------------------------------------- |
| Futari Ecchi                   | Katsu Aki                            | Hakusensha               | Seinen | 92      | 1997–en cours    | 29,5 millions (tirage)                  |
| Jigoku Sensei Nūbē             | Shō Makura Takeshi Okano             | Shūeisha                 | Shōnen | 31      | 1993–1999        | 29 millions                             |
| Hayate Densetsu Tokkō no Taku  | Hiroto Saki Jūzō Tokoro              | Kōdansha                 | Shōnen | 27      | 1991–1997        | 29 millions (tirage)                    |
| Pokémon La Grande Aventure !   | Hidenori Kusaka                      | Shōgakukan               | Shōnen | 64      | 1997-en cours    | 28 millions (tirage)                    |
| Tokimeki Tonight               | Koi Ikeno                            | Shūeisha                 | Shōjo  | 30      | 1982–1994        | 28 millions (tirage)                    |
| Worst                          | Hiroshi Takahashi                    | Akita Shoten             | Shōnen | 33      | 2002–2013        | 28 millions                             |
| Chihayafuru                    | Yuki Suetsugu                        | Kōdansha                 | Shōjo  | 50      | 2007–2022        | 28 millions (tirage)                    |
| Eyeshield 21                   | Riichiro Inagaki Yusuke Murata       | Shūeisha                 | Shōnen | 37      | 2002–2009        | 27 millions                             |
| Itazura na Kiss                | Kaoru Tada                           | Shūeisha                 | Shōjo  | 23      | 1990–1999        | 27 millions (tirage)                    |
| Yūkan Club                     | Yukari Ichijo                        | Shūeisha                 | Shōjo  | 19      | 1982–2002        | 27 millions                             |
| Asari-chan                     | Mayumi Muroyama                      | Shōgakukan               | Shōjo  | 100     | 1978–2014        | 26,5 millions (tirage)                  |
| Baribari Legend                | Shuichi Shigeno                      | Kōdansha                 | Shōnen | 38      | 1983–1991        | 26 millions (tirage)                    |
| Sakigake!! Otokojuku           | Akira Miyashita                      | Shūeisha                 | Shōnen | 34      | 1985–1991        | 26 millions (tirage)                    |
| Blue Exorcist                  | Kazue Kato                           | Shūeisha                 | Shōnen | 31      | 2009–en cours    | 25 millions (tirage)                    |
| Parasite                       | Hitoshi Iwaaki                       | Kōdansha                 | Seinen | 10      | 1988–1994        | 25 millions (tirage)                    |
| Ping-Pong Club                 | Minoru Furuya                        | Kodansha                 | Seinen | 13      | 1993–1996        | 25 millions                             |
| En selle, Sakamichi            | Wataru Watanabe                      | Akita Shoten             | Shōnen | 94      | 2008–en cours    | 25 millions (tirage)                    |
| Assassination Classroom        | Yūsei Matsui                         | Shūeisha                 | Shōnen | 21      | 2012–2016        | 25 millions (tirage)                    |
| Magi                           | Shinobu Ohtaka                       | Shōgakukan               | Shōnen | 37      | 2009–2017        | 25 millions (tirage)                    |
| Angel Heart                    | Tsukasa Hojo                         | Shinchosha Tokuma Shoten | Seinen | 49      | 2001–2017        | 25 millions,                            |
| Boys Be...                     | Masahiro Itabashi Hiroyuki Tamakoshi | Kōdansha                 | Shōnen | 32      | 1991–1997        | 25 millions                             |
| Hikaru no go                   | Yumi Hotta Takeshi Obata             | Shūeisha                 | Shōnen | 23      | 1998–2003        | 25 millions                             |
| Maison Ikkoku                  | Rumiko Takahashi                     | Shōgakukan               | Seinen | 15      | 1980–1987        | 25 millions                             |
| Miyuki                         | Mitsuru Adachi                       | Shōgakukan               | Shōnen | 12      | 1980–1984        | 25 millions                             |
| Seito Shokun!                  | Yōko Shōji                           | Kōdansha                 | Shōjo  | 65      | 1977–en cours    | 25 millions,                            |
| Tsuribaka Nisshi               | Jūzō Yamasaki Kenichi Kitami         | Shōgakukan               | Seinen | 112     | 1979–en cours    | 25 millions                             |
| Toriko                         | Mitsutoshi Shimabukuro               | Shūeisha                 | Shōnen | 43      | 2008–2016        | 25 millions (tirage)                    |
| Ashita no Joe                  | Ikki Kajiwara Tetsuya Chiba          | Kōdansha                 | Shōnen | 20      | 1968–1973        | 25 millions                             |
| D.Gray-man                     | Katsura Hoshino                      | Shūeisha                 | Shōnen | 28      | 2004–en cours    | 24 millions (tirage)                    |
| Ahiru no Sora                  | Hinata Takeshi                       | Kōdansha                 | Shōnen | 51      | 2003–en cours    | 24 millions                             |
| Golden Kamui                   | Satoru Noda                          | Shūeisha                 | Seinen | 31      | 2014–2022        | 24 millions (tirage)                    |
| Rave                           | Hiro Mashima                         | Kōdansha                 | Shōnen | 35      | 1999–2005        | 23,5 millions (tirage)[réf. nécessaire] |
| Ao Ashi                        | Yûgo Kobayashi                       | Shogakukan               | Shōnen | 40      | 2015–2025        | 23 millions (tirage)                    |
| Neon Genesis Evangelion        | Yoshiyuki Sadamoto                   | Kadokawa Shoten          | Shōnen | 14      | 1994–2013        | 23 millions                             |
| Gantz                          | Hiroya Oku                           | Shūeisha                 | Seinen | 37      | 2000–2013        | 23 millions (tirage)                    |
| Abu-san                        | Shinji Mizushima                     | Shōgakukan               | Seinen | 107     | 1973–2014        | 22 millions                             |
| Patalliro!                     | Mineo Maya                           | Hakusensha               | Shōjo  | 104     | 1979–en cours    | 22 millions                             |
| Zatch Bell!                    | Makoto Raiku                         | Shōgakukan               | Shōnen | 33      | 2001–2007        | 22 millions (tirage)                    |
| Kaguya-sama: Love is War       | Aka Akasaka                          | Shūeisha                 | Seinen | 28      | 2015-2022        | 22 millions (tirage)                    |
| Dōbutsu no Oisha-san           | Noriko Sasaki                        | Hakusensha               | Shōnen | 12      | 1987–1993        | 21,6 millions (tirage)                  |
| Terra Formars                  | Yū Sasuga Kenichi Tachibana          | Shūeisha                 | Seinen | 22      | 2012–en cours    | 21 millions (tirage)                    |
| Rookies                        | Masanori Morita                      | Shūeisha                 | Shōnen | 24      | 1998–2003        | 21 millions                             |
| Soul Eater                     | Atsushi Ōkubo                        | Square Enix              | Shōnen | 25      | 2003–2013        | 20,4 millions (tirage)                  |
| No Longer Rangers              | Negi Haruba                          | Kōdansha                 | Shōnen | 17      | 2021–en cours    | 20 millions (tirage)                    |
| Oshi no Ko                     | Aka Akasaka Mengo Yokoyari           | Shūeisha                 | Seinen | 16      | 2020–2024        | 20 millions (tirage)                    |
| Ginga Densetsu Weed            | Yoshihiro Takahashi                  | Nihon Bungeisha          | Seinen | 129     | 1999–en cours    | 20 millions,                            |
| Kaiji                          | Nobuyuki Fukumoto                    | Kōdansha                 | Seinen | 49      | 1996–2009        | 20 millions,                            |
| Kimagure Orange Road           | Izumi Matsumoto                      | Shūeisha                 | Shōnen | 18      | 1984–1987        | 20 millions (tirage)                    |
| Sawako                         | Karuho Shiina                        | Shūeisha                 | Shōjo  | 30      | 2005–2017        | 20 millions (tirage)                    |
| Monster                        | Naoki Urasawa                        | Shōgakukan               | Seinen | 18      | 1994–2001        | 20 millions                             |
| Negima ! Le Maître magicien    | Ken Akamatsu                         | Kōdansha                 | Shōnen | 38      | 2003–2012        | 20 millions                             |
| Ah! My Goddess                 | Kōsuke Fujishima                     | Kōdansha                 | Seinen | 48      | 1988–2014        | 20 millions                             |
| La Rose de Versailles          | Riyoko Ikeda                         | Shūeisha                 | Shōjo  | 10      | 1972–1973        | 20 millions                             |
| Sukeban Deka                   | Shinji Wada                          | Hakusensha               | Shōjo  | 22      | 1976–1982        | 20 millions                             |
| Tokyo Daigaku Monogatari       | Tatsuya Egawa                        | Shōgakukan               | Seinen | 34      | 1992–2001        | 20 millions                             |
| Tsubasa Reservoir Chronicle    | Clamp                                | Kōdansha                 | Shōnen | 28      | 2003–2009        | 20 millions                             |
| Food Wars!                     | Yūto Tsukuda, Shun Saeki             | Shūeisha                 | Shônen | 36      | 2012–2019        | 20 millions (tirage)                    |
| Fire Force                     | Atsushi Ōkubo                        | Kōdansha                 | Shōnen | 34      | 2015–2022        | 20 millions (tirage)                    |
| Cat's Eye                      | Tsukasa Hojo                         | Shūeisha                 | Shōnen | 18      | 1981–1985        | 20 millions (tirage)                    |
| The Quintessential Quintuplets | Negi Haruba                          | Kōdansha                 | Shōnen | 14      | 2017–2020        | 20 millions (tirage)                    |

## Entre 10 et 19 millions d'exemplaires
| Manga                    | Auteur(s)                            | Éditeur(s)        | Genre  | Volumes | Date de parution | Ventes approximatives                    |
| ------------------------ | ------------------------------------ | ----------------- | ------ | ------- | ---------------- | ---------------------------------------- |
| Hayate the Combat Butler | Kenjiro Hata                         | Shōgakukan        | Shōnen | 52      | 2004–2017        | 19 millions (tirage)                     |
| Space Brothers           | Chūya Koyama                         | Shōgakukan        | Seinen | 44      | 2007–en cours    | 19 millions (tirage)                     |
| Black Clover             | Yūki Tabata                          | Shūeisha          | Shōnen | 36      | 2015–en cours    | 19 millions (tirage)                     |
| Dr. Stone                | Riichiro Inagaki Boichi              | Shūeisha          | Shōnen | 27      | 2017–2022        | 19 millions (tirage)                     |
| Yotsuba & !              | Kiyohiko Azuma                       | ASCII Media Works | Shōnen | 16      | 2003–en cours    | 18,6 millions (tirage)                   |
| Kaiju no 8               | Naoya Matsumoto                      | Shūeisha          | Shōnen | 16      | 2020–2025        | 18 millions (tirage)                     |
| Valkyrie Apocalypse      | Shinya Umemura Takumi Fukui Ajichika | Tokuma Shoten     | Seinen | 24      | 2017–en cours    | 18 millions (tirage)                     |
| GetBackers               | Yuya Aoki Rando Ayamine              | Kōdansha          | Shōnen | 39      | 1999–2007        | 18 millions (tirage)                     |
| Happy!                   | Naoki Urasawa                        | Shōgakukan        | Seinen | 23      | 1994–1999        | 18 millions                              |
| Don't Call It Mystery    | Yumi Tamura                          | Kōdansha          | Josei  | 15      | 2017-en cours    | 18 millions (tirage)                     |
| Silver Spoon             | Hiromu Arakawa                       | Shōgakukan        | Shōnen | 15      | 2011–2019        | 17 millions                              |
| Say Hello to Black Jack  | Shūhō Satō                           | Kōdansha          | Seinen | 13      | 2002–2006        | 17 millions                              |
| Master Keaton            | Naoki Urasawa                        | Shōgakukan        | Seinen | 18      | 1988–1994        | 17 millions                              |
| Beck                     | Harold Sakuishi                      | Kōdansha          | Shōnen | 34      | 1999–2008        | 17 millions (tirage)                     |
| Bungo Stray Dogs         | Kafka Asagiri Sango Harukawa         | Kadokawa          | Seinen | 26      | 2012-en cours    | 16 millions (tirage)                     |
| Komi cherche ses mots    | Tomohito Oda                         | Shōgakukan        | Shōnen | 37      | 2016–2025        | 16 millions (tirage)                     |
| Real                     | Takehiko Inoue                       | Shūeisha          | Seinen | 16      | 1999–en cours    | 16 millions (tirage)                     |
| Bakuman                  | Tsugumi Ohba Takeshi Obata           | Shūeisha          | Shōnen | 20      | 2008–2012        | 15 millions                              |
| Sakamoto Days            | Yuto Suzuki                          | Shūeisha          | Shōnen | 22      | 2020–en cours    | 15 millions (tirage)                     |
| Sket Dance               | Kenta Shinohara                      | Shūeisha          | Shōnen | 32      | 2007–2013        | 14 millions                              |
| Gloutons et Dragons      | Ryōko Kui                            | Enterbrain        | Seinen | 14      | 2014–2023        | 14 millions (tirage)                     |
| xxxHolic                 | Clamp                                | Kōdansha          | Seinen | 23      | 2003–2016        | 13,7 millions (tirage)                   |
| Honey Lemon Soda         | Mayu Murata                          | Shueisha          | Shōjo  | 27      | 2015–en cours    | 13 millions (tirage)                     |
| Prison School            | Akira Hiramoto                       | Kōdansha          | Seinen | 28      | 2011–2017        | 13 millions (tirage)                     |
| Rent-A-Girlfriend        | Reiji Miyajima                       | Kōdansha          | Shōnen | 41      | 2017–en cours    | 13 millions (tirage)                     |
| Seraph of the End        | Takaya Kagami Yamato Yamamoto        | Shūeisha          | Shōnen | 34      | 2012–en cours    | 13 millions (tirage)                     |
| My Dress-Up Darling      | Shinichi Fukuda                      | Square Enix       | Shōnen | 14      | 2018–2025        | 12 millions (tirage)                     |
| Psychometrer Eiji        | Yuma Ando Masashi Asaki              | Kōdansha          | Seinen | 25      | 1996–2000        | 12 millions                              |
| Black Cat                | Kentarō Yabuki                       | Shūeisha          | Shōnen | 20      | 2000–2004        | 12 millions                              |
| Nisekoi                  | Naoshi Komi                          | Shūeisha          | Shōnen | 25      | 2011–2016        | 12 millions                              |
| Otaku Otaku              | Fujita                               | Ichijinsha        | Shōnen | 10      | 2014–2021        | 12 millions (tirage)                     |
| Quand Takagi me taquine  | Sōichirō Yamamoto                    | Shogakukan        | Shōnen | 20      | 2013–2023        | 12 millions (tirage)                     |
| Coffee & Vanilla         | Takara Akegami                       | Shogakukan        | Shojo  | 27      | 2015–en cours    | 11,5 millions (tirage) [réf. nécessaire] |
| Dandadan                 | Yukinobu Tatsu                       | Shūeisha          | Shōnen | 18      | 2021–en cours    | 10 millions (tirage)                     |
| I"s                      | Masakazu Katsura                     | Shūeisha          | Shōnen | 15      | 1997–2000        | 10 millions                              |
| Days                     | Yasuda Tsuyoshi                      | Kōdansha          | Shōnen | 42      | 2013-2021        | 10 millions (tirage)                     |
| Spriggan                 | Hiroshi Takashige Ryōji Minagawa     | Shūeisha          | Shōnen | 11      | 1989–1996        | 10 millions (tirage)[réf. nécessaire]    |
| Mashle                   | Komoto Hajime                        | Shūeisha          | Shōnen | 18      | 2020-2023        | 10 millions (tirage)                     |
| Grand Blue               | Kenji Inoue & Kimitake Yoshioka      | Kōdansha          | Shōnen | 24      | 2014-en cours    | 10 millions (tirage)                     |
| Shangri-La Frontier      | Kata Rina Fuji Ryosuke               | Kōdansha          | Shōnen | 21      | 2020-en cours    | 10 millions (tirage)                     |
| Toilet-Bound Hanako-kun  | AidaIro                              | Square Enix       | Shōnen | 25      | 2014-en cours    | 10 millions (tirage)                     |

## Entre 5 et 9 millions d'exemplaires
| Manga                                    | Auteur(s)                    | Éditeur(s)                  | Genre  | Volumes | Date de parution | Ventes approximatives                   |
| ---------------------------------------- | ---------------------------- | --------------------------- | ------ | ------- | ---------------- | --------------------------------------- |
| World's End Harem                        | LINK Kotaro Shōno            | Shūeisha                    | Shōnen | 18      | 2016–2023        | 9 millions (tirage)                     |
| My Happy Marriage                        | Akumi Agitogi Rito Kohsaka   | Square Enix                 | Shōjo  | 5       | 2018–en cours    | 9 millions (tirage)                     |
| Blue Box                                 | Kōji Miura                   | Shūeisha                    | Shōnen | 20      | 2021–en cours    | 8,7 millions (tirage)                   |
| Black Lagoon                             | Rei Hiroe                    | Shogakukan                  | Seinen | 13      | 2002–en cours    | 8,5 millions (tirage)                   |
| Kūbo Ibuki                               | Kaiji Kawaguchi Osamu Eya    | Shogakukan                  | Seinen | 19      | 2014–en cours    | 8 millions (tirage) .                   |
| Out                                      | Iguchi Tatsuya Mizuta Makoto | Akita Shoten                | Seinen | 27      | 2012–en cours    | 8 millions (tirage) [réf. nécessaire]   |
| Sounds of Life                           | Amu                          | Shūeisha                    | Shōnen | 31      | 2012–en cours    | 7,8 millions (tirage) [réf. nécessaire] |
| Beastars                                 | Paru Itagaki                 | Akita Shoten                | Shōnen | 22      | 2016–2020        | 7,5 millions (tirage)                   |
| The Heroic Legend of Arslan              | Hiromu Arakawa               | Kōdansha                    | Shōnen | 22      | 2013–en cours    | 7,5 millions (tirage)                   |
| Vinland Saga                             | Makoto Yukimura              | Kōdansha                    | Seinen | 28      | 2005–2025        | 7 millions (tirage)                     |
| Hell's Paradise                          | Yūji Kaku                    | Shūeisha                    | Shōnen | 13      | 2018-2021        | 6,5 millions (tirage)                   |
| Medaka Box                               | Nisio Isin Akira Akatsuki    | Shūeisha                    | Shōnen | 22      | 2009–2013        | 6,5 millions (tirage),                  |
| Wind Breaker                             | Satoru Nii                   | Kōdansha                    | Shōnen | 21      | 2021-en cours    | 6,5 millions (tirage)                   |
| Onihei Crime Reports in Edo              | Takao Saitō                  | Leed Publishing             | Seinen | 121     | 1993–en cours    | 6,5 millions (tirage)                   |
| Peace Maker                              | Nanae Chrono                 | Square Enix                 | Seinen | 23      | 1999–en cours    | 6 millions (tirage)                     |
| UQ Holder!                               | Ken Akamatsu                 | Kōdansha                    | Shōnen | 28      | 2013-2022        | 6 millions (tirage)                     |
| Bungo                                    | Yūji Ninomiya                | Shueisha                    | Seinen | 38      | 2014–en cours    | 5,9 millions (tirage)[réf. nécessaire]  |
| Friends Games                            | Yuki Sato                    | Kōdansha                    | Shōnen | 26      | 2012-2024        | 5,8 millions (tirage)[réf. nécessaire]  |
| Darwin's Game                            | FLIPFLOPs                    | Akita Shoten                | Shōnen | 30      | 2012-2023        | 5,6 millions (tirage)                   |
| Demon Slave                              | Takahiro Yōhei Takemura      | Shūeisha                    | Shōnen | 18      | 2019–en cours    | 5,5 millions (tirage)                   |
| Fly Me to the Moon                       | Kenjirō Hata                 | Shōgakukan                  | Shōnen | 31      | 2018-en cours    | 5,5 millions (tirage)                   |
| The Dangers in My Heart                  | Norio Sakurai                | Akita Shoten                | Shōnen | 11      | 2018–en cours    | 5,5 millions (tirage) ,                 |
| À tes côtés                              | Megumi Morino                | Kōdansha                    | Shōjo  | 13      | 2017–en cours    | 5,5 millions (tirage) [réf. nécessaire] |
| Mon histoire d'amour avec Yamada à Lv999 | Mashiro                      | Comic Smart & Media Factory | Shōjo  | 9       | 2019–en cours    | 5,5 millions (tirage)                   |
| Bloom                                    | Saka Mikami                  | Kōdansha                    | Shōnen | 17      | 2021–en cours    | 5 millions (tirage)                     |
| Du mouvement de la Terre                 | Uoto                         | Shōgakukan                  | Seinen | 8       | 2020–2022        | 5 millions (tirage)                     |
| Tsuyoshi                                 | Kyōsuke Maruyama             | Cygames Shogakukan          | Shōnen | 25      | 2018–en cours    | 5 millions (tirage)[réf. nécessaire]    |
| Your Lie in April                        | Naoshi Arakawa               | Kōdansha                    | Shōnen | 11      | 2011–2015        | 5 millions (tirage)                     |
| Arrête de me chauffer, Nagatoro          | Nanashi                      | Kōdansha                    | Shōnen | 20      | 2017-2024        | 5 millions (tirage)                     |
| Iruma à l'école des démons               | Osamu Nishi                  | Akita Shoten                | Shōnen | 41      | 2017–en cours    | 5 millions (tirage)                     |
| Minami-ke                                | Koharu Sakuraba              | Kōdansha                    | Shōnen | 26      | 2002–en cours    | 5 millions (tirage) [réf. nécessaire]   |
| The Ideal Sponger Life                   | Jū Ayakura                   | Kadokawa                    | Seinen | 21      | 2017–en cours    | 5 millions (tirage) [réf. nécessaire]   |
| Les Brigades Immunitaires                | Akane Shimizu                | Kōdansha                    | Shōnen | 6       | 2015–2021        | 5 millions (tirage)[réf. nécessaire]    |